# モンキーズ
ザ・モンキーズ（英語: The Monkees）は、アメリカのロックバンド。オーディションによりグループが結成され、テレビ番組『ザ・モンキーズ・ショー』とレコード販売を連動するという当時としては珍しいメディアミックス戦略をとった。そのため、活動中は「作られたグループ」というレッテルがついて回ることとなる。モンキーズは基本的には、ボビー・ライデル、アネット、ファビアンらの、アメリカのアイドル的な芸能人の系譜に連なるグループと言える。ただ、幸運にも「デイドリーム」などの優れた楽曲にめぐまれたため、今日でもラジオでオンエアされることがある。
解散後の1986年、MTVで『ザ・モンキーズ・ショー』が再放送されたことがきっかけにリバイバル・ブームが発生し、マイク・ネスミスを除く3人で再結成された。以後、1986年から1989年まで、1996年から1997年まで、2001年と3回再結成された。
日本でも1980年（昭和55年）、コダックのCMに「デイドリーム」が採用され、TBSでも『ザ・モンキーズ・ショー』が再放送されるなどリバイバルブームが起こり、日本では公開されていなかった映画『HEAD』（1968年、英語版）の公開、マイク・ネスミスを除くメンバーがそれぞれ単独で来日するといったムーブメントを巻き起こした。
2006年（平成18年）、『ザ・モンキーズ・ショー』が音楽専門チャンネルのミュージック・エア・ネットワークにて再放送。2009年（平成21年）からはフジテレビNEXTで度々再放送されている。

## メンバー
- デイビー・ジョーンズ: （Davy Jones、本名：David Thomas Jones、1945年12月30日 - 2012年2月29日[5]) - ウェールズ系 （ボーカル/マラカス/タンバリン/パーカッション）
- ミッキー・ドレンツ: （Micky Dolenz、本名：George Michael Dolenz,Jr、1945年3月8日 -) - スロヴェニア系 （ボーカル/ドラムス）
- マイク・ネスミス: （Mike Nesmith、本名：Robert Michael Nesmith，1942年12月30日 - 2021年12月10日) - アイルランド系（ボーカル/ギター）
- ピーター・トーク: （Peter Tork、本名：Peter Halsten Thorkelson、1942年2月13日 - 2019年2月21日[6]) - ドイツ系 （ボーカル/ベース/オルガン）[7]

## 来歴

### 結成
1964年、イギリス本国とアメリカ国内におけるビートルズの過熱ぶりを目の当たりにしたスクリーン・ジェムス・コロンビアのバート・シュナイダー（英語版）とボブ・ラフェルソンは、アメリカ国内でもスターグループを生み出そうと、ビートルズ主演の『ビートルズがやって来るヤァ!ヤァ!ヤァ!』をヒントに同様のテレビ番組を制作することを思いつく。音楽業界紙『デイリー･ヴァラエティ』に掲載されたオーディション広告によって若者達約400人が集まり、1965年9月8日、カリフォルニア州ロサンゼルスでデイヴィー・ジョーンズ、マイク・ネスミス、ピーター・トーク、ミッキー・ドレンツの4人がメンバーに選出された。
実際には、オーディション以前にバート・シュナイダーとボブ・ラフェルソンはめぼしいアーティストらに声をかけており、デイヴィーはその時点ですでに参加が決定していた。後年、ザル・ヤノフスキー（英語版）の代わりにラヴィン・スプーンフルに参加したジェリー・イェスターも台本を渡され打診されていたが、当時参加していたモダン・フォーク・カルテットの全員が参加するのでなければ参加できないとして辞退している。
このオーディション参加者の中にはポール・ウィリアムズ、後にクロスビー、スティルス、ナッシュ&ヤングに加入したスティーブン・スティルス（不採用になったが、幼馴染のピーター・トークを推薦）、同じくスリー・ドッグ・ナイトのダニー・ハットン、ラヴィン・スプーンフルのジョン・セバスチャン、ヴァン・ダイク・パークスなどがいたという。
選出当時、マイク・ネスミスはマイケル・ブレッシング名義でカントリー・ミュージシャンとして、デイヴィー・ジョーンズはイギリスマンチェスター出身の舞台俳優・歌手として（ビートルズが『エド・サリヴァン・ショー』に初登場した回には番組に端役として出演していた）、かつてミッキー・ブラドックという名前で子役スターとして活躍していたミッキー・ドレンツは大学生として、ピーター・トークはグリニッジ・ヴィレッジでのインディーズミュージシャンとして、それぞれ活動していた。選考は非常に難航し、最終的にオーディションの合格者が決まったのは、テレビシリーズのパイロット版制作に入るデッド･ラインギリギリである1966年1月であった。

### 第1次ブーム
1966年8月、デビュー曲「恋の終列車 (Last Train to Clarksville)」をリリース。同年9月12日、NBC系列で『ザ・モンキーズ・ショー』が始まる。翌10月に発売されたデビューアルバム『恋の終列車 (The Monkees)』は、テレビとの相乗効果により500万枚を売上げるヒットとなった。以降、4人はレコーディングとテレビシリーズの撮影に追われる日々となる。
1967年1月、第2弾アルバム『アイム・ア・ビリーバー (More Of The Monkees)』をリリース。この頃から制作者サイドとメンバー間の軋轢が目立つようになる。当初、2作目以降はメンバー自身もアルバム制作に関われるという話であったが、モンキーズの音楽部門の責任者であるドン・カーシュナーはこれを一切認めず、ファーストアルバムまでの時点に収録が終わっていながら未発表になっていた自身の音楽出版社所属の楽曲を使用し、スタジオミュージシャンのバッキングトラックにボーカルを乗せた音源を使用して制作したアルバムをメンバーの知らないうちに発売した。
さらにカーシュナーは、ニール・ダイアモンドの提供曲『恋はちょっぴり (A Little Bit me, A little Bit you)』を3枚目のシングルとして発売することにしていたが、B面に使用する曲を当初予定していたネスミス作詞・作曲の「どこかで知った娘 (The girl I knew somewhere)」ではなくジェフ・バリーの手による「シー・ハングズ･アウト (She hangs out)」に無断で差し替えて発表する。この暴挙にネスミスが激怒し、当初予定通りの「恋はちょっぴり/どこかで知った娘」のシングル盤を独自に制作。「これこそが本物のサード・シングルだ｣として記者会見を開き、マスメディアを巻き込んだクーデターを決行した。

### 芸能界のアイドルに
クーデターの結果、ドン・カーシュナーは更迭され、カーシュナーが発表しようとしたシングルは業界関係者に配られたサンプル盤の段階で全て回収され、マイクの主張した盤が正式な3枚目のシングルとして発売される。なお、このサンプル盤はその後「幻のシングル」としてコレクターズ・アイテムとなり高値が付けられている。
カーシュナーを追い出したマイクは、代わりに当時「ハッピー･トゥギャザー」のヒットを飛ばしたタートルズのチップ・ダグラス（英語版, 当時は「Douglas Farthing Hatlelid」名義）をプロデューサーに迎えて3作目の『灰色の影 (Headquarters)』を1967年5月にリリースした。この頃にはハーマンズ・ハーミッツに替わって全米No.1の人気グループとなり、イギリスにおいても高い人気を得ていた。
3作目のアルバム『灰色の影』は、前2作とは異なり、チップ・ダグラスとメンバー自身によってプロデュースされ、自分たちの選曲した曲と自作曲が収録された。演奏もホーン・セクションを除いてはすべて自分自身で行なわれたこのアルバムは、テクニックが稚拙なためにガレージパンクのような荒さがあり、レコーディング中のお遊びなども収められた。当時の4人の等身大を表現する作品に仕上がったものの、売り上げは前作を若干下回る（なお、このアルバムの次にチャート・トップに立ったのは『サージェント・ペパーズ・ロンリー・ハーツ・クラブ・バンド』である）。その後、撮影、レコーディング、ツアーなどの時間的な制約から、演奏はスタジオミュージシャンを使用する方式に戻った。

### 世界ツアー
1967年4月頃からカナダ・全米でのツアーを開始。メンバーはその合間にレコーディング、テレビシリーズ撮影という殺人的なスケジュールをこなす。なお、この1967年8月のライブレコーディングは、20年後の1987年に『Live 1967』としてリリースされた。同年11月、『スター・コレクター (Pisces,Aquarius, Capricorn & Jones Ltd)』をリリース。この頃から次作のレコーディングに取り掛かる。
1968年3月、テレビシリーズが終了。その直後の4月に『小鳥と蜂とモンキーズ (The Birds, The Bees and The Monkees)』がリリースされる。同作と前作の『スター・コレクター』でモンキーズは作品的に一つの頂点を極めたが、『小鳥と蜂とモンキーズ』には前作ほどの分かりやすさはなく、直後にテレビシリーズが終了したこともあって、売上げは前作の『スター・コレクター』に及ばなかった。『小鳥と蜂とモンキーズ』は、モンキーズのアルバムで初めてアルバムチャートの1位を逃した作品でもある。
1968年2月から5月にかけては、映画『HEAD』の撮影が行われた。「これまでに作り上げたアイドルとしてのモンキーズをぶち壊す」というボブ・ラフェルソンの意図により、出来上がった作品は細切れのシーンをつなげたパッチワークのような難解な作品となり、同年11月に公開されたものの興行的には失敗に終わる。この作品の脚本はジャック・ニコルソンが手がけ、デニス・ホッパーが出演している。
1968年9月から10月にかけて、太平洋ツアーを公演。9月にはオーストラリアで7公演を務めた後、来日した。羽田空港にはファンの少女らが殺到し大騒ぎとなる。同年10月3・4日に日本武道館で、10月5日に京都会館で、10月7・8日に大阪フェスティバルホールでそれぞれ公演した。武道館公演の模様は、当時日本で放送されていた『モンキーズ・ショー』の特別版として放送された（この回はマスターテープが紛失し、その後の再放送では放送されていない）。

### メンバーの脱退・1回目の解散
太平洋ツアーの後、1968年11月に放送されたNBCのスペシャル番組『33 1/3レボリューションズ・パー・モンキー』の出演後、ピーター・トークがグループを脱退。その後、モンキーズは3人で活動を行う。
1969年2月、ピーター・トーク在籍時に録音済みだった未発表曲を寄せ集めたアルバム『インスタント・リプレイ (Instant Replay)』をリリース。この時点で、テレビシリーズが終わってからほぼ1年が経っていた。その後もCBS・ABCではテレビシリーズの再放送がされてはいたが、アルバムチャートは最高32位止まりとなる。
以降も3人でのツアー、テレビ番組へのゲスト出演、レコーディングをこなす。1969年10月、マイク・ネスミスが得意とするカントリー色の強いアルバム『プレゼント (The Monkees Present)』をリリースするも、前作よりもさらにセールスは悪化。この作品が3人での最後の作品となった。この後、マイク・ネスミスは莫大な違約金を払ってモンキーズを脱退し、ファースト・ナショナル・バンドを結成してソロ活動へと移る。なお、現在のマイク・ネスミスはグラム・パーソンズらと並んでカントリーロックのパイオニアとしての評価が定着している。
1970年6月、アルバム『チェンジズ (Changes)』をリリースするも話題にすらならなかった。この頃はパートリッジ・ファミリーやボビー・シャーマンといった新たなるアイドルが躍進中で、すでにモンキーズは過去の存在と化していた。『チェンジズ』は、最終的にミッキーとデイヴィーの2人だけになってしまったモンキーズの最後のアルバムである。同アルバム発表と時期をほぼ同じくして、モンキーズは解散した。

### ニューモンキーズの結成
1975年、最後まで残ったモンキーズのメンバーであったミッキー・ドレンツとデイヴィー・ジョーンズ、作曲家チームであったボイス&ハートが加わりドレンツ・ジョーンズ・ボイス&ハートを結成する（日本では「ニューモンキーズ」として紹介された）。同グループはキャピトルレコードと契約し、1976年にはアルバム『すばらしき門出』をリリースした。
日本でも静岡と東京でコンサートを行なう。当時の東京郵便貯金ホールで行なったコンサートは、1981年に『ニューモンキーズ・ライブ・イン・ジャパン』としてリリースされている。

### 日本でのリバイバル・ブーム
1980年9月、60年代ポップスのリバイバルブームを受け、コダック・フィルムがその時代の曲を使用したCMシリーズを制作した。第1弾はママス&パパスの「夢のカリフォルニア」だったが、同年10月に発表された第2弾にはモンキーズの「デイドリーム・ビリーヴァー」が使用される。機を同じくして10月24日より、TBSで平日17時30分から『ザ･モンキーズ・ショー』の再放送が始まる。これをきっかけに、関東地方を中心にモンキーズ・ブームが再来した。1981年1月14日のテレビシリーズ再放送終了後も、東京12チャンネル（現:テレビ東京）にて再放送された。
なお、このブームでは当時東京12チャンネルにて放送されていた「おはようスタジオ」が果たした役割が大きい。番組で積極的にモンキーズを取り上げ、マイクを除くメンバー（デイヴィー、ピーター、ミッキー）の来日を実現させた。デイヴィー・ジョーンズはコンサートも行い、湯川れい子作詞による「魔法でダンス (Dance Gypsy)」「恋するデイヴィー (It's Now)」をリリースしている。
オリジナルアルバムは『恋の終列車』から『インスタント・リプレイ』までが再発され、シングルも「デイドリーム・ビリーヴァー」「自由になりたい」「アイム・ア・ビリーヴァー」などが発売される。オリコンアルバムチャートトップ100にオリジナルアルバム7枚が同時ランクインするという記録をも残した。
1981年1月、東急文化会館で『HEAD』が公開された。

### アメリカでのリバイバル・ブーム
1986年、MTVでの『ザ･モンキーズ・ショー』再放送をきっかけにアメリカでもリバイバルブームが起こる。ベストアルバム『Now & then... The Monkees Best』が発売され、1987年にはマイクを除くメンバーによるオリジナルアルバム『Pool It!』がリリースされた。このアルバムからは、「That's Was Then...This Is Now」「Heart And Soul」もシングルカットされた。
1996年には、結成30周年を祝って、マイク、デイヴィー、ミッキー、ピーターの4人が揃ってスタジオに入り、オリジナル･アルバム『JUSTUS』を制作。仲良く並んでジャケット写真に納まっている。
以降も、モンキーズの楽曲の全版権を所有する米ライノ社は膨大な数のマスター・テープを丹念に発掘し、未発表曲や別テイク版を多数収録したスペシャル・アルバムを連続して発売。丁寧なライナー・ノーツや秘蔵写真の数々は、現在でも幅広い層のファンを熱狂させている。2006年には、オリジナル・アルバムを2枚組に拡大したデラックス・エディションとして発売された。
2011年、結成45周年を記念して再結成。イギリスとアメリカでのツアー公演を開始したが、ファーストレッグ終了後に残りの日程がすべてキャンセルされる。理由としてメンバー間の確執や健康状態などが取り沙汰されたが、後にデイヴィーが語ったところによると、キャンセルなのではなく、もともとファーストレッグまでの日程でツアーが終了するはずだったが、事前にメンバーからの確認を取らずにプロモーターが次々と残りの日程を加えてしまい、終了せざるを得なかったという。この時、ブラジルや日本、オーストラリアへのツアー予定も考えられたとのことである。
2016年には、結成50周年を記念して、オリジナル・アルバム『グッド・タイムズ!』が制作された。

## ディスコグラフィ

### スタジオ・アルバム
1966年
- 『恋の終列車』(The Monkees) (US #1/13週 /UK #1)

1967年
- 『アイム・ア・ビリーバー』(More Of The Monkees) (US #1 /UK #1)
- 『ヘッドクォーターズ』(Headquarters) (US #1 /UK #2)
- 『スターコレクター』(Pisces,Aquarius,Capricorn & Jones Ltd) (US #1 /UK #5)

1968年
- 『小鳥と蜂とモンキーズ』(The Birds,The Bees and The Monkees) (US #3)

1969年
- 『インスタント・リプレイ』(Instant Replay) (US #32)
- 『プレゼント』(Present) (US #100)

1970年
- 『チェンジズ』(Changes)（チャート圏外）

1987年
- 『プール・イット』(Pool It!)

1996年
- 『ジャスタス』(Justus)

2016年
- 『グッド・タイムズ!』(Good Times!)

2018年
- 『CHRISTMAS PARTY』

### サウンドトラック
1968年
- 『ヘッド』(Head) (US #45)

### ベスト・アルバム
1969年
- 『グレイテスト・ヒッツ』(Greatest Hits) (US #89)

1976年
- 『ザ・モンキーズ・グレイテスト・ヒッツ』(The Monkees Greatest Hits) (US #58)

1986年
- 『ゼン・アンド・ナウ...ザ･ベスト・オブ・ザモンキーズ』(Then & Now...The Best Of The Monkees) (US #24)

### シングル
1966年
- 『恋の終列車／希望を胸に』Last Train to Clarksville (US #1 /UK #23) / Take A Giant Step

1967年
- 『アイム・ア・ビリーヴァー（副題:恋に生きよう）／ステッピンストーン』I'm A Believer (US #1 /UK #1) / (I'm Not Your)Steppin' Stone (US #20)
- 『恋はちょっぴり／どこかで知った娘』A Little Bit Me,A Little Bit You (US #2/UK #3) / The Girl I Knew Somewhere (US #39)
- 『プレザント・バレー・サンデイ／恋の合言葉』Pleasant Valley Sunday (US #3 /UK #11) / Words (US #11)
- 『デイドリーム／ゴーイン・ダウン』Daydream Believer (US #1/UK #5) / Goin' Down (US #104)
- 『モンキーズのテーマ』（アメリカ未発売）(Theme from) The Monkees 
  - 国によってB面曲が異なり、例えば日本盤のB面は「自由になりたい」(I Wanna Be Free)、ドイツ盤のB面は「メリー・メリー」(Mary, Mary)である。

- 『スター・コレクター／ノー・タイム』（日本独自シングル）Star Collector / No Time

1968年
- 『すてきなバレリ／タピオカ・ツンドラ』Valleri (US #3 /UK #12) / Tapioca Tundra (US #34)
- 『D・W・ウォッシュバーン／君と一緒に』D.W.Washburn (US #19 /UK #17)) / It's Nice To Be With You (US #51)
- 『ポーパス・ソング／アズ・ウィ・ゴー・アロング』（日本未発売）Porpoise Song (US #62) / As We Go Along (US #106)
- 『オルターネイト・タイトル／あの娘を忘れろ』（アメリカ未発売）Randy Scouse Git （イギリスでは"Alternate Title"と改題） / Forget That Girl
- 『すてきなバレリ／モンキーズのテーマ（イタリア語版）』（イタリア独自シングル）Valleri / Tema Dei Monkees

1969年
- 『涙の街角／夢のない男』Tear Drop City (US #56 /UK #44)) / A Man Without A Dream
- 『サムディ・マン／すてきなミュージック』Someday Man (US #81) / Listen To The Band (US #63 /UK #47)
- 『すてきなブルーグラス／マミー・アンド・ダディ』Good Clean Fun (US #82) / Mommy And Daddy (US #109)

1970年
- 『オー・マイ・マイ／アイ・ラブ・ユー・ベター（邦題：やっぱり君が好き）』Oh My My (US #98) / I Love You Better

1986年
- 『ザット・ワズ・ゼン、ジス・イズ・ナウ』That Was Then, This Is Now (US #20 /UK #68) / (Theme from) The Monkees
- 『デイドリーム／ランディ・スコーズ・ギット』Daydream Believer (US #79) / Randy Scouse Git

1987年
- 『ハート・アンド・ソウル／ＭＧＢＧＴ』Heart & Soul (US #87) / MGBGT [Live]

### 主な楽曲提供者
- トミー・ボイス&ボビー・ハート
- ジェリー・ゴフィン&キャロル・キング
- ニール・ダイアモンド
- ジョン・ステュアート
- バリー・マン&シンシア・ウェイル
- ハリー・ニルソン
- ビル・チャドウィック
- ロジャー・ニコルズ&ポール・ウィリアムス
- ジェフ・バリー
- キャロル・ベイヤー・セイガー
- ニール・セダカ

## フィルモグラフィ

### テレビ
- ザ・モンキーズ・ショー
- 33 1/3　レボリューション・パー・モンキー (33⅓ Revolutions per Monkee)

### 映画
- ザ・モンキーズ 恋の合言葉HEAD! - HEAD （1968年、日本公開：1981年）

### DVD
1. The Monkees Season1 On DVD
2. The Monkees Season2 On DVD
3. The Monkees Our Favorite Episodes

いずれも米ライノ・エンタテインメントより。
- ザ・モンキーズ/ヘイ・ヘイ・ウィアー・ザ・モンキーズ（コロムビアミュージックエンタテインメント） COBY-91257
1997年のテレビ番組。当事者及び関係者によるインタビュー番組のDVD化作品。
- ザ・モンキーズ・ストーリー/デイドリーム・ビリーヴァーズ（コロムビアミュージックエンタテインメント） COBY-91256
モンキーズの歴史を綴ったテレビドラマ。